# Tom Ridge
Tom Ridge (Munhall, 26 de agosto de 1945) es un político estadounidense. Miembro del Partido Republicano. Secretario de Seguridad del Territorio Nacional (2003-2005). Director de la Oficina de Seguridad del Territorio Nacional (2001-2003). Gobernador de Pensilvania (1995-2001). Miembro de la Cámara de Representantes de EE. UU. (1983-1995).

## Primeros años
Thomas Joseph Ridge nació el 26 de agosto de 1945 en Munhall, cerca de Pittsburgh, Pensilvania. Obtuvo una beca para asistir a la Universidad de Harvard pero, al primer año de haberse matriculado, abandonó sus estudios para alistarse en la Armada. Fue destinado a Vietnam como Sargento Mayor de Infantería, donde le concedieron la Estrella de Bronce al valor en combate.
Después de la guerra, terminó sus estudios de Derecho y se convirtió en asistente del fiscal del distrito en Eire, Pensilvania. Al poco tiempo comenzaría una carrera política meteórica.

## Miembro de la Cámara de Representantes de EE. UU. (1983-1995)
En 1982 fue elegido para la Cámara de Representantes de EE. UU. por el Partido Republicano, representando al 21.er Distrito de Pensilvania, un distrito tradicionalmente demócrata. Se convirtió así en el primer veterano de Vietnam que llegaba al Congreso. Sería reelegido seis veces por mayoría abrumadora en 1984, 1986, 1988, 1990 y 1992.
Fue miembro del Comité de Asuntos de Veteranos de Guerra de la Cámara de Representantes. Patrocinó una legislación para permitir que los niños asiáticos hijos de militares estadounidenses pudieran instalarse en los Estados Unidos. Viajó a Vietnam como miembro de una delegación legislativa encargada de conducir las negociaciones sobre antiguos prisioneros de guerra.

## Gobernador de Pensilvania (1995-2001)
En 1994 presentó su candidatura a Gobernador de Pensilvania, a pesar de no ser demasiado conocido fuera de la región noroeste de Pensilvania. Ganó la elección, y sería reelegido en 1998 con un 57% de los votos. Como Gobernador promovió políticas de ley y orden, aprobando una nueva ley de reincidencia para terceros delitos, y agilizando el proceso para la pena de muerte. Firmó 224 nuevas sentencias de muerte, quintuplicando el número de sentencias firmadas por los dos Gobernadores anteriores juntos.
Durante su administración, el presupuesto de Pensilvania creció entre un dos y un tres por ciento por cada año fiscal, y el total combinado de las reducciones de impuestos aprobadas por su gobierno fue de 2 000 millones de dólares. También creó un fondo de 1,000 millones de dólares para ser utilizado en caso de recesión o descenso de la actividad económica.
Firmó nueva legislación para garantizar la competencia entre compañías eléctricas. Separó los programas de regulación y conservación medioambiental en dos agencias: el Departamento de Protección Medioambiental y el Departamento de Conservación y Recursos Naturales.
En política educativa, el gobernador Ridge propuso la creación de escuelas públicas experimentales, centros financiados con dinero público que si producen ciertos resultados se ven liberados de algunas de las normativas que se aplican a otros centros públicos. También abogó por escuelas alternativas para alumnos problemáticos, y programas para la elección libre de escuelas.
Ridge mostró su oposición al matrimonio igualitario, y se manifestó a favor del aborto.

## Secretario de Seguridad del Territorio Nacional (2003-2005)
Tras los atentados terroristas del 11 de septiembre de 2001, el presidente George W. Bush le llamó para dirigir la Oficina de Seguridad del Territorio Nacional, organismo de nueva creación que se encargaría de coordinar más de 50 agencias de espionaje e investigación y de evaluar las investigaciones externas de la CIA y las internas del FBI. 
En enero de 2003, la Oficina de Seguridad del Territorio Nacional pasó a ser un departamento ministerial, y Ridge pasó a ser el primer Secretario de Seguridad del Territorio Nacional de la historia, con rango de miembro del Gabinete presidencial. Una de las ideas de Ridge durante este periodo fue un sistema para alertar sobre posibles amenazas terroristas a los ciudadanos mediante un sistema de cinco colores (verde, azul, amarillo, naranja y rojo).
El 30 de noviembre de 2004, presentó la dimisión diciendo que, «después de 22 años consecutivos de servicio público, es hora de dar mayor prioridad a mi familia.»

## Vida personal
Está casado y tiene dos hijos. Es católico.